# Psotny pies Monk
Psotny pies Monk (ang. Monk Little Dog, 2009–2010) – francusko-południowokoreański serial animowany stworzony przez Sungjae Kim.
Światowa premiera serialu miała miejsce w 2009 roku na antenie Canal+. W Polsce serial nadawany jest na kanale HBO Comedy.

## Opis fabuły
Serial opowiada o przygodach Monka, wesołego białego kundelka, który jest pełen energii, uwielbia przygody i często działa pochopnie.

## Bohaterowie
- Monk – główny bohater kreskówki.
- Kimmy
- Buball
- Ding
- Ben